# Шланген (општина)
Шланген (њем. Schlangen) општина је у њемачкој савезној држави Северна Рајна-Вестфалија. Једно је од 16 општинских средишта округа Липе. Према процјени из 2010. у општини је живјело 8.833 становника. Посједује регионалну шифру (AGS) 5766064.

## Географски и демографски подаци
Шланген се налази у савезној држави Северна Рајна-Вестфалија у округу Липе. Општина се налази на надморској висини од 169 метара. Површина општине износи 76,0 km². У самом мјесту је, према процјени из 2010. године, живјело 8.833 становника. Просјечна густина становништва износи 116 становника/km².

## Међународна сарадња
| Мјесто | Држава | Врста сарадње | Од    |
| ------ | ------ | ------------- | ----- |
|        | Финска | партнерство   | 1999. |
| Извор  |        |               |       |